# Thawat Khachin
Thawat Khachin (* 30. August 1994) ist ein thailändischer Kugelstoßer.

## Karriere
Erste internationale Erfahrungen sammelte Thawat Khachin im Jahr 2013, als er bei den Südostasienspielen in Naypyidaw mit einer Weite von 17,54 m die Goldmedaille gewann. Im Jahr darauf nahm er erstmals an den Asienspielen in Incheon teil und erreichte dort mit 15,50 m Rang elf. 2017 gewann er bei den Südostasienspielen in Kuala Lumpur mit 17,15 m die Silbermedaille hinter seinem Landsmann Promrob Juntima und anschließend wurde er bei den Asian Indoor & Martial Arts Games in Aşgabat mit 16,45 m Zwölfter. Im Jahr darauf belegte er bei den Asienspielen in Jakarta mit 15,14 m den neunten Platz und 2019 erreichte er bei den Südostasienspielen in Capas mit 15,87 m Rang vier.

## Persönliche Bestleistungen
- Kugelstoßen: 17,54 m, 19. Dezember 2013 in Naypyidaw
  - Kugelstoßen (Halle): 16,45 m, 18. September 2017 in Aşgabat